# Comuna Ploske, Reșetîlivka
Ploske (în ucraineană Плоске) este o comună în raionul Reșetîlivka, regiunea Poltava, Ucraina, formată din satele Braiilkî, Cerednîkî, Levențivka, Ploske (reședința) și Tverdohlibî.

## Demografie
Componența lingvistică a comunei Ploske
     Ucraineană (96,57%)
     Rusă (1,88%)
     Română (1,22%)
Conform recensământului din 2001, majoritatea populației comunei Ploske era vorbitoare de ucraineană (96,57%), existând în minoritate și vorbitori de rusă (1,88%) și română (1,22%).